# Gertrúd
A Gertrúd germán eredetű női név, jelentése: dárda + erő, más feltevések szerint a második elem jelentése varázslónő, vagy bizalmas, kedves.

## Rokon nevek
- Jerta:[1] a Gertrúd északnémet (fríz) beceneve.[3]
- Trudi:[1] a Gertrúd beceneve.[4]
- Gerda

## Gyakorisága
Az 1990-es években a Gertrúd igen ritka név, a Jerta és a Trudi szórványos név volt, a 2000-es években nem szerepelnek a 100 leggyakoribb női név között.

## Névnapok
Gertrúd, Trudi:
- március 17.[2]
- augusztus 13.[2]
- november 16.[2]
- november 17.[2]

Jerta:
- augusztus 13.[3]

## Híres Gertrúdok, Jerták, Trudik
- Gertrúd magyar királyné, II. András magyar király első felesége
- Havas Gertrúd bábszínésznő
- Gertrude Ederle (1906–2003) amerikai olimpia-bajnok úszónő, az első nő aki átúszta a La Manche-csatornát
- Stefanek Gertrúd kétszeres olimpia bajnok vívónő
- Szabó Gertrúd szinkronszínésznő
- Gertrude Stein amerikai költő- és írónő, műgyűjtő